# La Flamengrie (Aisne)
La Flamengrie je francouzská obec v departementu Aisne v regionu Hauts-de-France. V roce 2011 zde žilo 1 120 obyvatel.

## Sousední obce
La Capelle, Buironfosse, Clairfontaine, Étrœungt (Nord), Floyon, Larouillies (Nord), Le Nouvion-en-Thiérache, Papleux, Rocquigny

## Vývoj počtu obyvatel
Počet obyvatel 